# Saint-Saturnin-lès-Avignon
Saint-Saturnin-lès-Avignon è un comune francese di 5 056 abitanti situato nel dipartimento della Vaucluse della regione della Provenza-Alpi-Costa Azzurra.

## Società

### Evoluzione demografica
Abitanti censiti